# Глен Дровер
Глен Дровер (енгл. Glen Drover; Мисисага, 1969) је хеви метал гитариста из Мисисаге (Онтарио, Канада). Познат је као бивши гитариста бендова Мегадет и Кинг Дајмонд, као и у сопственом бенду Ајдолон, чији члан је и његов брат Шон Дровер.

## Историја
Глен је као дете почео да свира гитару, а у десетој години му се придружио и његов брат Шон, за бубњевима. Инспирисани ауторима Tony MacAlpine, Al Di Meola, Randy Rhoads, Greg Howe, Michael Romeo, George Lynch, Warren DeMartini и David Gilmour, браћа су 1996. године формирала сопствени пауер метал и треш метал бенд Ајдолон.

### Кинг Дајмонд (1998—2000)
Глен је са Дајмондима снимио само један албум, House of God.

### Мегадет
Октобра 2004. године Глен се придружио треш метал бенду Мегадет, водећи са собом свог брата Шона. Након обимне светске турнеје, допринео је Мегадетовом издању из 2007. године, United Abominations као гитариста и писац једне песме. Док је био заузет тим албумом, за шведски метал бенд „Lion's Share“ је написао гитарски соло за песму Emotional Coma. Глен је овај соло снимио у својој кући у Канади и послао га у виду компјутерског фајла.
Јануара 2008. године напустио је Мегадете и окренуо се породичном животу, јер су константне турнеје су имале негативних последица на њега. Његов последњи наступ са Мегадетима је био 19. новембра 2008. године у Аустралији.

### Тестамент (2008, 2010)
На 22. октобар 2008. године Тестамент је објавио да је регрутовао гираристу Глен Дровера за турнеју по Мекиску са Џудас Прист. Такође, марта 2010. године, након што је коначно завршио свој албум, Глен Дровер је свирао са Тестаментом на турнеји по Америци и Канади, са бендовима Мегадет и Егзодус.

## Бендови
- Ајдолон (1993-данас)
- Кинг Дајмонд (1988—2000)
- Мегадет (2004-2008
- Тестамент (2008, 2010)

### Ајдолон
- Sacred Shrine (1993)
- Zero Hour (1996)
- Seven Spirits (1997)
- Nightmare World (2000)
- Hallowed Apparition (2001)
- Coma Nation (2002)
- Apostles Of Defiance (2003)
- The Parallel Otherworld (2006)

### Northern Light Orchestra
- Northern Light Orchestra (2010)

### Кинг Дајмонд
- House of God (2000)

### Мегадет
- Arsenal of Megadeth (2006)
- That One Night: Live in Buenos Aires (2007)
- United Abominations (2007)

### Соло албуми
- Metalusion (2011)